# 凰香奈芽
凰香奈芽（日语：凰かなめ，1995年11月15日—），日本的AV女優，也是一位Youtuber，前PRESTIGE專屬女優。曾所屬於T-POWERS事務所。由於外形神似「橋本環奈」而有「暗黑橋本環奈」的稱號。目前已退出AV女優的工作，據稱是在虎之穴風俗店內做小姐。

## 簡歷
2016年7月27日，開始在Youtube上經營自己的頻道。
2016年8月19日，在個人Youtube上發放出一部《迷你裙的胖次走光大實驗》的影片引起很大的迴響，自此成名於網路。
2016年9月30日，在PRESTIGE出道成為專屬AV女優。
2017年7月，他宣稱他有男友。
2017年底突然無預警地宣布引退。
2018年時，於推特上透漏目前正在東京的風俗店上班，對於原因本人則表示自己本來在拍AV之前就是在風俗店上班的，要大家不要反應太大。

## 人物
興趣是收集可愛的東西及搜集蠟燭。最喜歡的音樂類型是金屬樂和動畫歌曲。藝名的姓的部分是以"聖鬥士星矢"的角色"鳳凰星座の一輝"來命名。名字常常會被誤認為“鳳”但其實是“凰”。第一次的體驗是高中時在男友的家中，本人稱道"像笛子一樣握著，還一直問他'會痛嗎、會痛嗎?'"。本人表示性慾望並不是很高，但當時被問為何入行AV業時，她卻說"因為想跟專家做"。在退出AV業後，把頭髮剪短，並勇於增加體重，儘管有一些粉絲的排斥，她本人覺得這是一種體驗。

## 作品

### AV
※所有作品的發行製造商皆為PRESTIGE。結至引退，共拍攝18部AV。

### 2016年
1. 新人 プレステージ専属デビュー 凰かなめ（9月30日）
2. 凰かなめの、いっぱいコスって萌えてイこう！（10月28日）
3. 凰かなめの極上筆おろし 10（11月25日）
4. Kaname 純白の翼、煌めいて 凰かなめ（12月15日）
5. 新・絶対的美少女、お貸しします。 ACT.66 凰かなめ（12月30日）

### 2017年
1. 女子マネージャーは、僕達の性処理ペット。 023（1月27日）
2. 凰かなめがご奉仕しちゃう超最新やみつきエステ 39（2月24日）
3. 美少女と、貸し切り温泉と、濃密性交と。 01（3月31日）
4. 絶対的鉄板シチュエーション 4（4月28日）
5. 人生初・トランス状態 激イキ絶頂セックス 38（5月26日）
6. 彼女のお姉さんは、誘惑ヤリたがり娘。 13 凰かなめ（6月30日）
7. 風俗タワー 性感フルコース3時間SPECIAL ACT.17 凰かなめ（7月28日）
8. 絶対的鉄板シチュエーション×PRESTIGE PREMIUM 凰かなめ（8月11日）
9. スポコス汗だくSEX4本番！ 体育会系・凰かなめ act.09（8月25日）
10. 凰かなめを、飼いならす。 4（9月29日）
11. 凰かなめがあなたを飼いならす。 ACT.02 痴女を超えた本格逆調教解禁（10月27日）
12. 焦らし寸止め絶頂セックス ACT.05（2017年11月24日）
13. 凰かなめ 8時間 BEST PRESTIGE PREMIUM TREASURE vol.01（2017年12月29日）

### 寫真DVD
1. Kaname 純白の翼、煌めいて（2016年12月15日、REbecca）
2. Snow White 〜舞い降りた純白の天使〜（2017年2月28日、INTEC Inc）
3. Kaname 2 南天、翔ける白翼（2017年5月4日、REbecca）

## 書籍

### 寫真集
- らぶぱら（2017年4月22日、竹書房、攝影：マキハラススム）ISBN 978-4801910720
- FLASHデジタル写真集R 炎上しちゃおう!（2017年9月8日、光文社、攝影：福田ヨシツグ）Kindle版 ASIN B0757M6LTM

## 外部連結
- YouTube上的凰香奈芽頻道（2016年7月27日 - ）
- 凰香奈芽的X（前Twitter）
- T-POWERS官網資料